# Glaciación de Llanquihue

Vista de la zona lacustre del sur de Chile (entre Caburgua y Chiloé) donde se ha definido la glaciación de Llanquihue.

El último período glacial y su glaciación asociada se conoce en el sur de Chile como la glaciación de Llanquihue. Su área tipo se encuentra al oeste del lago Llanquihue donde se han identificado varias derivas o sistemas de lenguas glaciares pertenecientes al último período glacial. La glaciación es el último episodio en el que se conformó la capa de hielo patagónica.
El interglacial anterior se conoce como el interglacial de Valdivia por su localidad tipo de Valdivia.

## Características generales

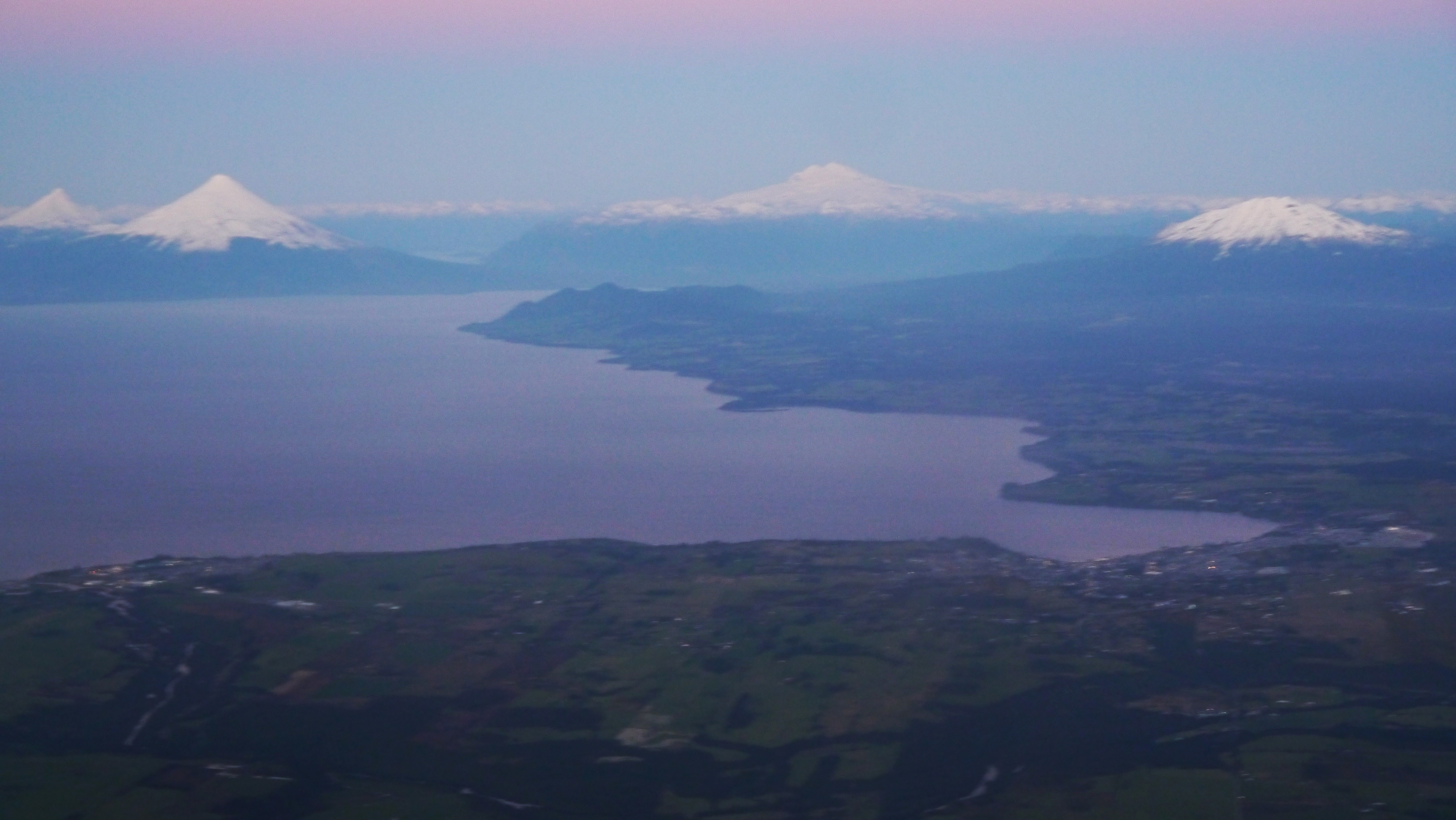
Vista del lago Llanquihue. Durante gran parte de las glaciaciones de Llanquihue, los glaciares que fluyen desde los Andes en el este (fondo) se fusionaron y entraron en la cuenca del lago formando allí un gran lóbulo glaciar.

Las características de la glaciación difieren según la latitud. Más hacia el norte, al sur del desierto de Atacama, la extensión de la glaciación Llanquihue fue controlada por las precipitaciones que aumentan hacia el sur. Los avances máximos de los glaciares no fueron sincrónicos en todo el gradiente latitudinal, ya que fueron provocados por cambios hacia el norte y el sur en los vientos del oeste que traen humedad y recorridos habituales de tormentas. Los glaciares en el centro de Chile fueron particularmente sensibles a los cambios en el patrón de precipitación y los del sur de Chile (39-43° S) fueron sensibles tanto a la precipitación como a la temperatura, correlacionándose mejor con las tendencias de la temperatura global.
Durante grandes avances glaciares, la glaciación de Llanquihue en Chile mostró una marcada diferencia al norte y sur de latitud 41,5° S. Hacia el sur, los lóbulos glaciares de valle andinos se fusionaron y se extendieron ocupando lo que hoy es el mar interior de Chiloé (golfos de Ancud y Corcovado) y otras cuencas marinas. En ocasiones, el hielo llegaba hasta el pie de la Cordillera de la Costa en Chiloé. Esto significó que la región al sur de 41,5° S estuvo sujeta a una glaciación tipo capa de hielo durante los grandes avances de los glaciares. En contraste, en la zona lacustre entre las regiones de La Araucanía y Los Lagos (39–41.5° S) durante los tiempos de avance de los glaciares, los glaciares de los valles andinos que ingresan a la depresión intermedia  se extienden formando lóbulos glaciares grandes pero separados. Es decir; la glaciación permaneció restringida por la topografía al ser una glaciación de los glaciares de valle, o en otras palabras, una de tipo alpina.
En esta zona lacustre y en Chiloé, las grandes planicies fluvio-glaciales formadas durante la glaciación de Llanquihue ocupan posiciones entre las morrenas de dicha glaciación y las morrenas de la glaciación más antigua, de Santa María (mediados del Pleistoceno, entre hace c. 191.000 a c.130.000 años atrás). En la actualidad, estas planicies contienen un tanto un suelo como una vegetación distintiva, ambos conocidos bajo el nombre de ñadi.
En el desierto de Atacama, las altas montañas (> 5000 m s. n. m.) han permanecido libres de hielo durante todo el período Cuaternario. De manera similar, las áreas secas al este de los Andes Patagónicos no estaban glaciarizadas, sino que desarrollaron características periglaciares como cuñas de hielo, suelos modelados, pingos, glaciares de roca, palsas, crioturbación del suelo, depósitos de solifluxión, entre otros, durante la glaciación de Llanquihue.
La costa de Chile al norte de 42° S y la mayor parte de la cordillera de la Costa permaneció libre de glaciares, y también parcialmente libres de periglaciación. Sin embargo, existían pequeños glaciares en la parte más alta de la cordillera de la Costa: por encima de los 100 m (en la cordillera del Piuchén) o 600 m (en Nahuelbuta), los suelos de la cordillera de la Costa fueron alterados por solifluxión. Entre 41 y 37° S, la región costera, las laderas más bajas de la cordillera de la Costa y el valle central más occidental, permanecieron libres de perturbaciones por los glaciares, glacifluviales y periglaciares, lo que significa que estas regiones (en particular alrededor de la cordillera de Nahuelbuta) sirvieron como refugios para la selva tropical templada valdiviana.

## Desarrollo de la glaciación
Los análisis palinológicos en Chiloé revelan la existencia de al menos tres períodos cálidos, o interestadiales, durante la glaciación de Llanquihue. Un interestadial comenzó 57 mil años antes del presente (AP) y terminó no antes de 49 mil años AP, otro que comenzó 50 mil años AP y terminó no antes de 47 mil años AP y un tercero de 45 a 35 mil años AP. Durante los interestadiales de la glaciación, las coníferas Fitzroya y Pilgerodendron tuvieron una extensión geográfica mucho mayor que la actual creciendo durante ese tiempo en la depresión intermedia en latitudes entre 41 y 43°S. Entre 30 y 40° S los glaciares alcanzaron su punto máximo. avance máximo alrededor de 40 a 35 mil años AP, excediendo cualquier extensión que tuvieran durante el Último Máximo Glacial global. En comparación con el área de Llanquihue y Chiloé, el avance máximo del glaciar se logró mucho antes en la Cordillera Paine y el seno Última Esperanza (51-52° S), donde la glaciación alcanzó su punto máximo hace unos 48.000 años.

### Último máximo glacial
Durante el Último Máximo Glacial, los glaciares se fusionaron y descendieron de los Andes ocupando cuencas lacustres y marinas donde se extendieron formando grandes lóbulos glaciares de piedemonte. Los glaciares se extendieron alrededor de 7 km al oeste del actual lago Llanquihue pero no más de 2 a 3 km al sur de él. El lago Nahuel Huapi en Argentina también estaba glaciarizado al mismo tiempo. Sobre la mayoría de los glaciares de Chiloé, el avance alcanzó su punto máximo en 26.000 años AP, formando un largo sistema de morrenas de norte a sur a lo largo de la costa oriental de la isla Grande de Chiloé. Incluso entre los lóbulos de los glaciares vecinos, la extensión máxima del glaciar no fue sincrónica; como el glaciar que ocupaba la cuenca del Puyehue (40°41' S) estaba retrocediendo partiendo en un lago Puyehue proglacial, el glaciar en la cuenca de Rupanco (40°49' S) estaba en su máxima extensión.
A pesar de los avances de los glaciares, gran parte del área al oeste del lago Llanquihue todavía estaba libre de hielo durante el Último Máximo Glacial. Durante el período más frío del Último Máximo Glacial, la vegetación en este lugar estuvo dominada por hierbas alpinas en amplias superficies abiertas. El calentamiento global que siguió provocó un cambio lento en la vegetación hacia una vegetación escasamente distribuida dominada por especies de Nothofagus. Dentro de este parque, la vegetación de la tundra magallánica se alternaba con bosques de Nothofagus y, a medida que avanzaba el calentamiento, incluso los árboles de clima cálido comenzaron a crecer en la zona. Se estima que la línea arbórea se deprimió alrededor de 1000 m en relación con las elevaciones actuales durante el período más frío, pero aumentó gradualmente hasta 19.300 años AP. En ese momento, una reversión fría provocó la sustitución de gran parte de la vegetación arbórea por tundra magallánica y especies alpinas.
Poco se sabe sobre la extensión de los glaciares durante el Último Máximo Glacial al norte de la zona lacustre del sur de Chile. Al norte, en los Andes áridos de la zona central y el Último Máximo Glacial se asocia con el aumento de la humedad y el avance verificado de al menos algunos glaciares de montaña.
Un estudio de la planta en cojín Oreobolus obtusangulus sugiere que esta planta sobrevivió a la glaciación en tres refugios glaciares; estos son el centro-sur de Chile, los Andes patagónicos orientales y el oriente de Tierra del Fuego.

### Desglaciación
El calentamiento rápido comenzó 17.800 años antes del presente, lo que llevó a temperaturas interglaciares dentro de 1000 años, acompañado por el retroceso de los glaciares y la rápida colonización de Nothofagus dombeyi y el posterior desarrollo de la selva tropical templada valdiviana en la zona anteriormente glaciarizada. Las especies de la tundra magallánica que habían prosperado en áreas no glaciarizadas durante el intervalo frío de 19.300 a 17.800 AP fueron en gran parte aniquiladas cuando las condiciones cambiaron de hiperhúmedas a húmedas. El pulso de desglaciación que comenzó en 17.800 fue paralelo a eventos similares en Nueva Zelanda.
Después del Máximo Glacial Tardío general, se produjo un nuevo pulso de avance glaciar alrededor de 14.850 AP. En este punto, el lóbulo del Golfo Corcovado (ca. 43° S) excedió cualquier extensión que tuviera en los últimos 30.000 AP. Otros lóbulos avanzaron dentro de los límites de su anterior extensión Máxima Glacial Tardía. La desglaciación fue casi completa después de que los lóbulos de hielo colapsaran rápidamente después de 14.000 AP. La vegetación del páramo magallánico alrededor del lago Llanquihue fue reemplazada por la selva tropical del norte de la Patagonia, que incluye mirtáceas, Nothofagus dombeyi, Fitzroya cupressoides y Lomatia. Se cree que un mayor calentamiento provocó que los bosques de coníferas, incluido Fitzroya cupressoides, perdieran terreno frente a otros tipos de vegetación en gran parte de las tierras bajas y obtengan su distribución discontinua actual en las frías alturas de la Cordillera de la Costa y los Andes.
A medida que los glaciares se retiraron, los volcanes de la Zona Volcánica Sur en la zona lacustre del sur de Chile pasaron de altas tasas de producción de cenizas volcánicas y piroclastos de erupciones explosivas a un período de menor producción de cenizas y piroclastos asociado con un cambio en el tipo de magma de félsico a máfico. Posteriormente, se reanudó el magmatismo félsico y la erupción explosiva. Se ha pensado que todo esto está relacionado con cambios en el campo de estrés de los volcanes y su sistema de tuberías provocados por la descarga de hielo. A medida que la desglaciación avanzó más rápidamente en el norte, hay un retraso aparente en el inicio de este comportamiento entre los volcanes. El período de vulcanismo menos explosivo se extendió desde alrededor de 17 a 4 mil AP en Villarrica (39°25' S), 10-2 mil AP en Mocho-Choshuenco (39°55' S), 6-2 mil AP en Puyehue-Cordón Caulle (40°35' S) y Calbuco (41°20' S).
Durante la desglaciación existieron varios lagos proglaciares efímeros, incluido el paleolago Tehuelche en Torres del Paine (51° S).